# Fontanna Felderhoffa

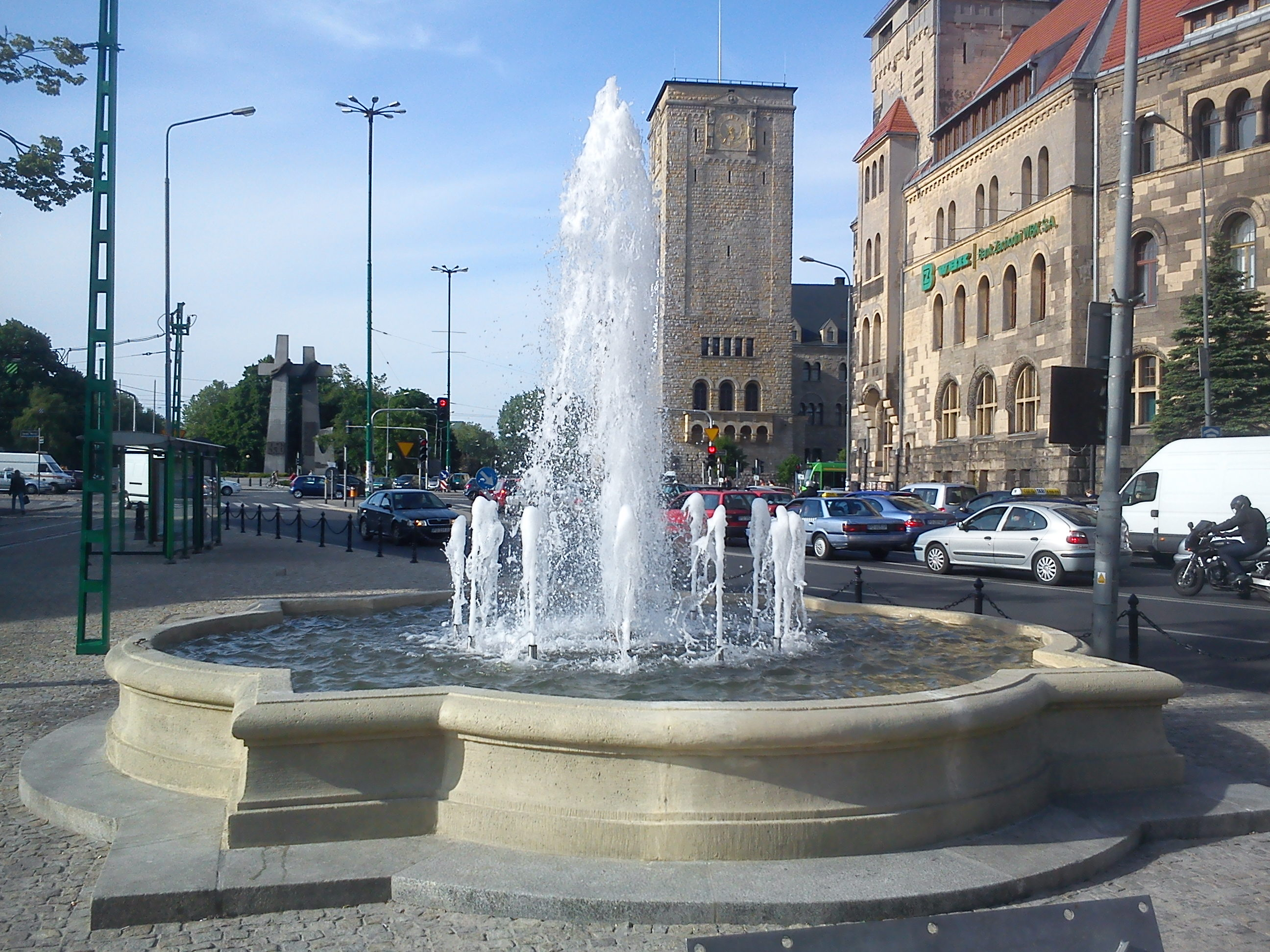
Fontanna Felderhoffa współcześnie

Fontanna Felderhoffa – fontanna znajdująca się w Poznaniu w obrębie Parku Maciejewskiego, w sąsiedztwie skrzyżowania al. Niepodległości i ul. Święty Marcin, współcześnie stanowiąca część Forum Academicum.

## Charakterystyka
Według koncepcji zaproponowanej w 1902 roku przez cesarza niemieckiego Wilhelma II, fontanna ta miała stanąć przy ul. Wilhelmowskiej (obecnie al. Karola Marcinkowskiego) w miejscu pozostałym po przeniesieniu fontanny Higiei, jednak ostatecznie, ze względu na znaczne rozmiary projektowanego obiektu, podjęto decyzję o umiejscowieniu jej w obecnym miejscu, w obrębie ringu Stübbena i Dzielnicy Cesarskiej, w sąsiedztwie kompleksu budynków Ziemstwa Kredytowego i Dyrekcji Poczty.
W okresie przed odzyskaniem przez Polskę niepodległości fontannę zdobił zamówiony przez Krajową Komisję Sztuki posąg żołnierza brandenburskiego dłuta niemieckiego rzeźbiarza Reinholda Felderhoffa, pierwotnie jednak proponowano ozdobić ją rzeźbą rzymskiego legionisty. Na ostateczną decyzję o charakterze wizerunku wpłynęły względy polityczno-propagandowe.
Z pierwotnego założenia do dziś zachowała się jedynie cembrowina fontanny, odrestaurowana i zmodernizowana w 2012 roku. Odnowioną fontannę otwarto wraz z nowo powstałym Forum Academicum 15 maja 2012.